# Sakçagözü
Koordinaten: 37° 10′ 24″ N, 36° 55′ 31″ O

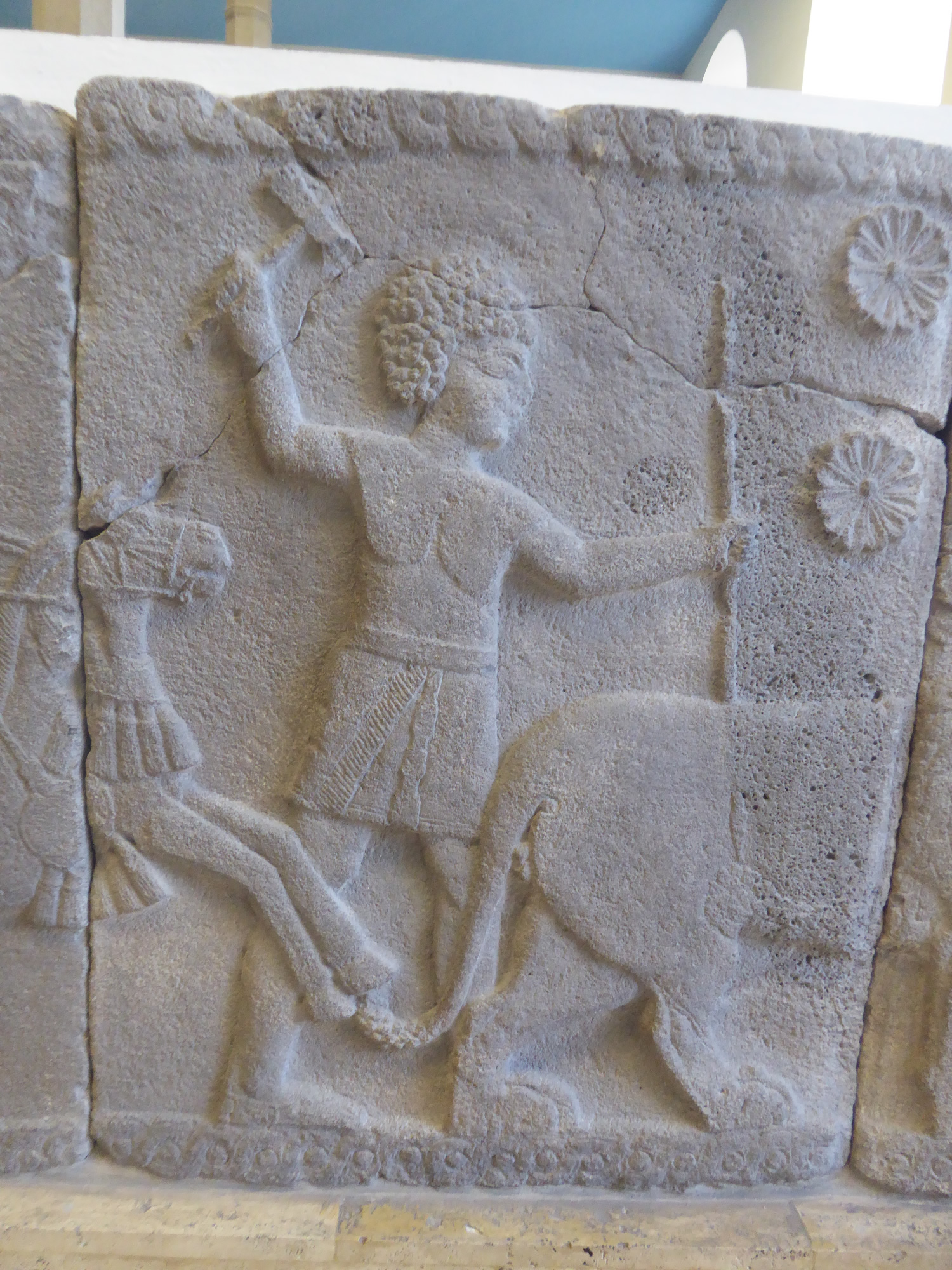
Relief aus dem Palast bei Sakçagözü, ca. 750 v. Chr.

Sakçagözü ist ein Dorf im Landkreis Nurdağı der türkischen Provinz Gaziantep mit etwa 3000 Einwohnern. Unweit des Ortes liegt die archäologische Fundstätte Coba Höyük, die im Schrifttum bisweilen selbst mit dem Namen des Ortes Sakçagözü bezeichnet wird.

## Siedlungsgeschichte
Drei Siedlungshügel wurden von John Garstang unterschieden. Höyük A (Coba Höyük) war etwa 140 × 90 m groß und etwa 10 m hoch. Der Fundort wurde ab dem 7. Jahrtausend v. Chr. bis ins 1. Jahrtausend v. Chr. immer wieder besiedelt. Archäologisch ließen sich Siedlungsspuren des keramischen Neolithikums, der Halaf- und Obed- und Uruk-Kultur sowie aus neuhethitischer Zeit nachweisen. Im späten 8. Jahrhundert v. Chr. scheint der Ort Teil eines Königreiches gewesen zu sein, wahrscheinlich innerhalb der Grenzen des Stadtstaates von Samʼal. Bei Sakçagözü mag es sich um die Stadt Lutibu handeln, die nach assyrischen Quellen nicht weit von der Stadt Sam'al lag. Aus dieser Zeit wurden Stadtmauern und ein Palast der Hilani-Bauart gefunden.
Der Palast war etwa 40 × 50 m groß und von einer monumentalen Mauer umgeben. Der Eingang lag im Südwesten, war von zwei Türmen flankiert und war im unteren Teil mit Reliefs dekoriert. Hinter dem Eingangstor folgte ein größerer Hof. Auf der gegenüber liegenden Seite des Hofes befand sich eine große Halle (vom Typ bit hilani), die mit Steinen gepflastert und an den Wänden mit Reliefs dekoriert war. Zwei Löwenskulpturen schmückten den Eingang.

## Erforschung
Sakçagözü/Coba Höyük wurde nur in kleinem Rahmen archäologisch erforscht, sodass keine vollständige Stratigraphie vorliegt. Gefunden wurde der Ort 1883 durch Karl Humann und Felix von Luschan, die ein Relief einer Löwenjagd mitnahmen und nach Berlin brachten, wo es heute im Vorderasiatischen Museum zu sehen ist. Erste Ausgrabungen fanden zwischen 1908 und 1911 unter John Garstang statt. John d’Arcy Waechter nahm die Ausgrabungen 1949 wieder auf, nachdem der schon von Garstang entdeckte Eingang des Hilani-Palastes 1939 entfernt worden war.
Die Funde von Sakçagözü werden heute im Vorderasiatischen Museum in Berlin, im Museum für anatolische Zivilisationen in Ankara sowie in Istanbul ausgestellt.